# Ischyropalpus dispar
Ischyropalpus dispar es una especie de coleóptero de la familia Anthicidae.

## Distribución geográfica
Habita en Arizona (Estados Unidos).